# Clyde Wells
Pour les articles homonymes, voir Wells.

Clyde Wells est associé au Parti libéral de Terre-Neuve-et-Labrador.

Clyde Kirby Wells, né le 9 novembre 1937 à Buchans Junction, est un juge et homme politique terre-neuvien. Il est le premier ministre de Terre-Neuve de 1989 à 1996.

## Biographie
Né le 9 novembre 1937 à Buchans Junction, dans la province de Terre-Neuve-et-Labrador, Wells obtient son diplôme de baccalauréat ès arts à l'Université Memorial de Terre-Neuve en 1959 et son baccalauréat en droit à la faculté de droit de l'Université Dalhousie en 1962.
Wells entre d'abord en politique en 1966 lorsqu'il est élu à la Chambre d'assemblée de Terre-Neuve-et-Labrador en tant que député libéral du Parti libéral de Terre-Neuve-et-Labrador, servant dans le cabinet de Joey Smallwood jusqu'en 1968 lorsqu'il démissionne pour protester contre le caractère autoritaire de Smallwood. Wells quitta la politique en 1971 et revient à sa pratique légale, ayant développé une expertise en droit constitutionnel. En 1987, il fait son retour dans la scène politique pour être élu chef des libéraux, qui étaient restés dans les bancs de l'Opposition pendant plus d'une décennie.

### Premier ministre de Terre-Neuve
En 1989, il mène son parti à la victoire, mettant fin à dix-sept années de gouvernement par les conservateurs,.

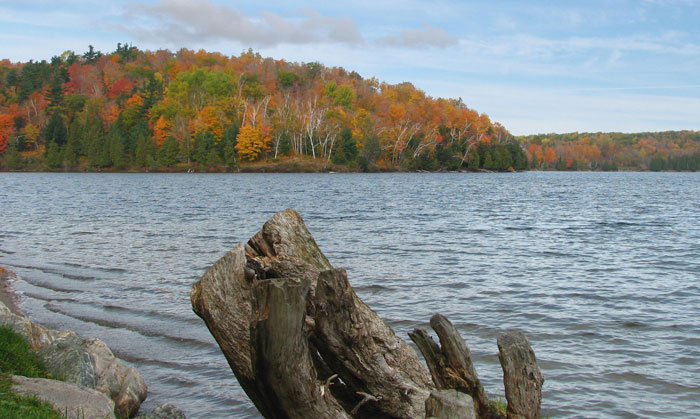
Clyde Wells s'opposa à l'accord du lac Meech.

### Accord du Lac Meech
Sous le gouvernement fédéral de Brian Mulroney, Clyde Wells, en tant que premier ministre de Terre-Neuve, s'oppose à l'accord du lac Meech, objectant à la provision légale de société distincte pour le Québec. Wells permet à la Chambre d'assemblée de voter sur l'accord, mais lorsque l'opposition d'Elijah Harper au Manitoba empêche la ratification par sa province, Wells annule le vote planifié. Plus tard, on verra dans l'échec canadien de l'accord du lac Meech une des sources du référendum sur la souveraineté du Québec en 1995,,.

### Principales réalisations
Wells comprime le budget provincial et tente de privatiser le service hydro-électrique détenu par la province, mais il ne peut aller devant avec la privatisation en raison d'une forte opposition populaire,. Wells démissionne de son poste de premier ministre en 1996. Le premier ministre Jean Chrétien le nomme chef de la cour d'appel (en) de Terre-Neuve en 1998.

## Hommages
- Ordre de Terre-Neuve-et-Labrador (2016)[11]

Clyde Wells est décoré de l'Ordre de Terre-Neuve-et-Labrador.